# Миссанелло
Миссанелло (итал. Missanello) — коммуна в Италии, расположена в регионе Базиликата, подчиняется административному центру Потенца.
Население составляет 570 человек, плотность населения составляет 26 чел./км². Занимает площадь 22 км². Почтовый индекс — 85010. Телефонный код — 0971.
Покровителем коммуны почитается святитель Николай Мирликийский, празднование 6 декабря.